# Torey DeFalco
Torey James DeFalco, mais conhecido como DeFalco, (Huntington Beach, 10 de abril de 1997) é um jogador de voleibol norte-americano que atua na posição de ponteiro.

## Carreira

### Clubes
DeFalco atuou no voleibol universitário pela Universidade do Estado da Califórnia, Long Beach entre 2015 e 2019. Em 2019, assinou contrato com o Tonno Callipo Calabria Vibo Valentia para atuar no voleibol italiano. Em 2021 foi disputar o campeonato polonês após assinar contrato com o Indykpol AZS Olsztyn. Na temporada seguinte, o atleta permaneceu em solo polonês, porém defendendo as cores do Asseco Resovia Rzeszów.

### Seleção
DeFalco representou a seleção norte-americana na Liga Mundial de 2015 onde conquistou a medalha de bronze após vencer a seleção polonesa por 3 sets a 0. Na primeira edição da Liga das Nações, conquistou a medalha de bronze ao derrotar a seleção brasileira. Em 2019, ficou na terceira colocação na Copa do Mundo, sediada no Japão.
Em 2021, na sua primeira participação olímpica, representou a seleção norte-americana nos Jogos Olímpicos de Tóquio, onde terminou na décima colocação. Em 2022, foi vice-campeão da Liga das Nações após derrota para a seleção francesa.

### Voleibol de praia
Fazendo dupla com Lucas Yoder, DeFalco foi medalhista de bronze no Campeonato Mundial de Voleibol de Praia Sub-19 de 2013, realizado em Portugal.

## Títulos
Resovia Rzeszów
- Copa CEV: 2023–24

## Clubes
| Anos      | Clube                                |
| --------- | ------------------------------------ |
| 2019–2021 | Tonno Callipo Calabria Vibo Valentia |
| 2021–2022 | Indykpol AZS Olsztyn                 |
| 2022–2024 | Asseco Resovia Rzeszów               |
| 2024–     | JTEKT Stings Aichi                   |

## Prêmios individuais
- 2019: Campeonato NORCECA – Melhor ponteiro